# Maddogs München
Die Maddogs München waren ein Eishockeyteam aus München, das Gründungsmitglied der Deutschen Eishockey Liga (DEL) war.
Die Mannschaft entstand aus dem Versuch, die Profimannschaft des EC Hedos München aus dem verschuldeten Verein, der u. a. durch teure Einkäufe und Spielergehälter Schulden in Millionenhöhe angehäuft hatte, auszulagern und sollte in Form einer GmbH damit praktisch als „Nachfolge“-Team des amtierenden Deutschen Meisters im Eishockey 1994 EC Hedos München beim Start der ersten Saison der Deutschen Eishockey Liga teilnehmen.
Die Voraussetzungen für die Lizenzerteilung konnten praktisch erst im letzten Augenblick erfüllt werden.
Am 18. Dezember 1994 machten die Maddogs München in Nürnberg jedoch ihr letztes Punktspiel. Am selben Wochenende noch wurde die Mannschaft vom Spielbetrieb abgemeldet. Von Seiten der Spieler wurde noch vergeblich versucht, das schon ausverkaufte Punktspiel beim EV Landshut am darauffolgenden Dienstag stattfinden zu lassen.
Zum Zeitpunkt der Abmeldung hatte die Mannschaft 27 Spiele (17 Siege, 1 Unentschieden, 9 Niederlagen), davon 12 Heimspiele (9 Siege, 3 Niederlagen) und 15 Auswärtsspiele (8 Siege, 1 Unentschieden, 6 Niederlagen) absolviert.
Die nicht ausgetragenen Spiele in der DEL wurden als 0:0-Unentschieden gewertet und München aus der Tabelle gestrichen.
Da die Auslagerung aus dem Verein rechtlich nicht richtig durchgeführt worden war, ging der Stammverein EC Hedos München e. V. mit circa 15 Millionen D-Mark Schulden Anfang 1995 in Konkurs.

## Kader 1994/95
Tor
- 27 Karl Friesen (GER/CAN) ([1])
- 30 Christian Frütel ([2])

Verteidigung
- 2 Alexander Genze (GER/KAZ) ([3])
- 3 Gregor (Greg) Müller (GER/CAN) ([4])
- 4 Mike Schmidt (GER/CAN) ([3])
- 6 Zdeněk Trávníček (GER/CZE) (wechselte zu Schwenninger Wild Wings)
- 7 Christian Lukes ([5])
- 15 Daniel Kunce ([6])
- 18 Sergei Schendelew (RUS) ([7])
- 21 Rainer Lutz ([8])

Stürmer
- 8 Gordon Sherven (CAN) ([7])
- 10 Anthony (Toni) Vogel ([9])
- 12 Michal Hreus (GER/SVK) ([5])
- 16 Dale Derkatch (CAN) ([8])
- 19 Christian Brittig ([10])
- 20 Harry Waibel ([11])
- 22 Ewald Steiger ([12])
- 23 Dieter Hegen ([2])
- 24 Ralf Reisinger ([13])
- 26 Henrik Hölscher ([12])
- 37 Tobias Abstreiter ([3])
- 46 Christoph Sandner ([8])
- 69 Harald Birk ([10])
- 91 Chris Straube (GER/CAN) ([5])

Trainer:
- Bob Murdoch ([3])

### Wechsel nach der Spielbetriebeinstellung
1. ↑  inaktiv bis Saisonende
2. 1 2  Wechsel zur Düsseldorfer EG
3. 1 2 3 4  Wechsel zu den Kölner Haien
4. ↑  Wechsel zum EC Ratingen
5. 1 2 3  Wechsel zu den Adler Mannheim
6. ↑   Wechsel zu Kaufbeurer Adler
7. 1 2  Wechsel zu den Starbulls Rosenheim
8. 1 2 3  Wechsel zum SC Riessersee
9. ↑  Wechsel zu den Landshut Cannibals
10. 1 2  Wechsel zu den Augsburger Panther
11. ↑  Wechsel zum EC Hannover
12. 1 2  Wechsel zu den Nürnberg Ice Tigers
13. ↑  Wechsel zu den Eisbären Berlin